# Villa Bisignano
La villa Bisignano, également connue sous le nom de villa Roomer ou palais Bisignano Chiaromonte de Sanseverino, est l’une des villas vésuviennes du Miglio d'oro, étudiée et protégée par l’institution des villas vésuviennes du Miglio d'oro. Elle est située à Naples, dans le quartier de Barra.

## Histoire
La villa fut construite vers 1500 par la famille Carafa de Maddaloni et fut agrandie en 1630 par le banquier flamand et nouveau propriétaire, Gaspare Roomer, qui hébergea également sa célèbre collection d'œuvres d'art. À l'intérieur de la villa, il y a des fresques d'Aniello Falcone datées de 1647, que l'artiste a exécutées pour Roomer, qui représentent une grande bataille et l'histoire de Moïse. La décoration de la chapelle de ce qui était autrefois la bibliothèque du personnage célèbre est ornée de cinq fresques : La Bataille entre les Israélites et les Amalachites, La Traversée de la mer Rouge, L’Adoration du serpent de bronze, Moïse tire l’eau de la falaise et La Découverte de Moïse".
L'aspect actuel du bâtiment reflète les restaurations du XVIIIe siècle et les changements souhaités par les propriétaires suivants, les Chiaromonte de Sanseverino, princes de Bisignano.
L'ensemble du complexe architectural, mutilé dans le parc qui abritait le jardin botanique et de précieuses sculptures, est en bon état de conservation. Il est possible de distinguer l'empreinte architecturale des différentes époques de construction. La tour, qui distingue le bâtiment, est peut-être le souvenir des villas à tourelles qui se trouvaient à Barra à la fin du XVe siècle.
Sur le porche et les ailes latérales de la cour, une vaste terrasse ornée d’une balustrade de piperno finement sculptée fait face à la vue sur le Vésuve et la mer. Cour et terrasses suggèrent qu’elles étaient autrefois utilisées pour des fêtes et des représentations théâtrales: l’architecture elle-même agissait comme un décor dramatique. Un jeu d’expression efficace est créé entre la solidité austère du rez-de-chaussée et l’élégante légèreté des loggias au premier étage, où l’escalier ouvert de trois rampes, constitue un élément de liaison gracieux.
Les travaux sont également mentionnés par une plaque murée dans le hall d'entrée, datée de 1776.
Pendant de nombreuses années, la villa fut le siège du collège Giulio-Rodinò.